# Инструменты денежного рынка
Инструменты рынка ценных бумаг — виды финансовых инструментов, торговля которыми осуществляется на рынке ценных бумаг.
Могут быть основными и производными:
- Основные ценные бумаги — это ценные бумаги, в основе которых лежат имущественные права на какой-либо актив (товар, деньги, капитал, имущество, ресурсы и т. д.). Основные ценные бумаги подразделяются на первичные и вторичные.
  - Первичные основаны на активах, в число которых не входят сами ценные бумаги. Это акции, облигации, векселя, банковские сертификаты, чеки, закладные, коносаменты и т. д.
  - Вторичные выпускаются на основе первичных ценных бумаг, то есть это ценные бумаги на сами ценные бумаги. Сюда относятся варранты на ценные бумаги, депозитарные расписки и т. д.
- К производным ценным бумагам относятся те, в основе которых лежит какой-либо ценовой актив. Это могут быть цены товаров (обычно биржевых товаров: зерна, мяса, нефти, золота и т. д.), цены основных ценных бумаг (индексы акций, облигаций), цены валютного рынка (валютные курсы), цены кредитного рынка (процентные ставки) и т. д. Производные ценные бумаги удостоверяют право или обязанность инвестора продать или купить определённое количество базисного актива (валюты, акций, облигаций, золота и т. д.) в определённое время или по определённой цене. К производным ценным бумагам относятся варранты, опционы, форварды, фьючерсы, векселя, права.